# Entraîneurs du Heat de Miami
Le tableau suivant est un récapitulatif des différents entraîneurs du Heat de Miami, au fil des saisons.
L'équipe est actuellement entraînée par Erik Spoelstra.

## Légende
| MC | Matchs coachés                                      |
| V  | Victoires                                           |
| D  | Défaites                                            |
| %V | Pourcentage de victoires                            |
| *  | A passé toute sa carrière d'entraîneur avec le Heat |
|    | Élu au Hall of Fame en tant qu'entraîneur           |

## Entraîneurs
Remarque : Les statistiques sont correctes jusqu'à la fin de la saison 2024-2025.
| Miami Heat |                  |           |       |     |     |       |     |     |    |       | |
| 1          | Ron Rothstein    | 1988-1991 | 246   | 57  | 189 | 23,2% | -   | -   | -  | -     | |
| 2          | Kevin Loughery   | 1991-1995 | 292   | 133 | 159 | 45,5% | 8   | 2   | 6  | 25,0% | |
| 3          | Alvin Gentry     | 1995      | 36    | 15  | 21  | 41,7% | -   | -   | -  | -     | |
| 4          | Pat Riley        | 1995-2003 | 624   | 354 | 270 | 56,7% | 23  | 10  | 13 | 43,5% | Fait partie du Top 15 des meilleurs entraîneurs de l'histoire de la NBA. Entraîneur de l'année (1997) |
| 5          | Stan Van Gundy   | 2003-2005 | 185   | 112 | 73  | 60,5% | 28  | 17  | 11 | 60,7% | |
| -          | Pat Riley        | 2005-2008 | 225   | 100 | 125 | 44,4% | 27  | 16  | 11 | 59,3% | 1 titre NBA (2006). Fait partie du Top 15 des meilleurs entraîneurs de l'histoire de la NBA.          |
| 6          | Erik Spoelstra * | 2008-     | 1 359 | 787 | 572 | 58,7% | 193 | 110 | 83 | 57,0% | 2 titres NBA (2012, 2013). Fait partie du Top 15 des meilleurs entraîneurs de l'histoire de la NBA.   |